# Chartered Surveyor
Ein Chartered Surveyor (CS) ist ein Immobiliensachverständiger im Vereinigten Königreich, im Commonwealth und in Irland, der Mitglied der Royal Institution of Chartered Surveyors ist.

## Aufgaben
Chartered Surveyors können sich auf verschiedene Weise spezialisieren, zum Beispiel in den Bereichen der Immobilienbewertung oder des Baukostenmanagements. Als unparteiische Berater in Immobilienfragen sind ihre Aufgaben vielfältig. Sie beurteilen als Chartered Building Surveyor den Zustand von Gebäuden und bewerten Immobilien, als Chartered Civil Engineering Surveyor beraten sie bei der Bauausführung und in Umweltfragen, und als Chartered Quantity Surveyor planen sie Baukosten oder vermitteln und verwalten Bauverträge.

## Qualifikation und Zertifikation
Um sich zum Chartered Surveyor zu qualifizieren, muss man eine von der RICS akkreditierte Ausbildung absolvieren und anschließend eine Prüfung absolvieren. RICS behält sich das Recht vor, Kursen die Akkreditierung zu versagen.

## Arbeitgeber
Der größte Arbeitgeber für Chartered Surveyors ist EC Harris mit über 1850 Beschäftigten.

## Bekannte Chartered Surveyors
- Andy Irvine – ein ehemaliger schottischer Rugby-Union-Spieler.[5][6]
- Sven Bienert – ein Professor an der IREBS International Real Estate Business School der Universität Regensburg und Geschäftsführer der IREBS.
- Birger Ehrenberg – ein Sachverständiger für die Bewertung von bebauten und unbebauten Grundstücken.